# Чин (штат)
Чин — штат (національний округ) в М'янмі на північному заході країни, адміністративний центр — місто Хакха (колишня столиця — Фалам). Чин межує з Бангладеш і штатами східній Індії Мізорам, Маніпур, а також з бірманським штатом Ракхайн і областями Сікайн та Магуе. Населення — 516 660 осіб. Щільність населення — 14,34 чол./км².

## Адміністративний поділ
Штат ділиться на 9 районів:
- Фалам (Falam)
- Хакха (Hakha)
- Тхантланг (Htantlang)
- Канпетлет (Kanpetlet)
- Мадупі (Madupi)
- Міндат (Mindat)
- Палетва (Paletwa)
- Тідда (Tiddim)
- Тонзанг (Tonzang)

У штаті Чин є 14 міст: Сикха, Хакха, Фалам, Канпалет, Матупі, Резуа, Міндат, Палетва, Ріхкхуадар, Тхантланг, Теддім, Туйтханг і Тонзанг.
До 1974 року Чин був особливим районом, а в 1974 отримав статус національного округу.

## Демографія
Жителі штату Чин складаються з різних етнічних груп, що говорять на мовах різних груп і мають різну культуру та історію. Саме ім'я чин невідомого походження. Зазвичай це назва підкреслює ткацьку професію гірських народів і висловлює повагу. Торговельні відносини з народами, що живуть внизу, підтримувалися сотні років.
Чини родинні народам мізо і кукі індійських штатів Мізорама, Маніпура і Ассама. Найбільші племінні об'єднання: в північних районах — Тідда-чин, або теддім (220000), і хака-чин (120 000); фалам на південному заході і в центрі (120 000). На півдні живуть кхами-чин (100 000).
Кожен чоловік в Чині має початкове ім'я 'Салай', а кожна жінка має початкове ім'я 'Май'.
Чини становлять більшість у штаті Чин. Внаслідок успіхів місіонерів багато чинів — християни. Поширений також буддизм тхераваді і анімізм.